# Kính, Tuyên Thành
Kính (chữ Hán giản thể: 泾县, Hán Việt: Kính huyện) là một huyện thuộc địa cấp thị Tuyên Thành, tỉnh An Huy, Cộng hòa Nhân dân Trung Hoa. Huyện Kính có diện tích 2059 km2, dân số 260.000 người, mã bưu chính 242500. Về mặt hành chính, quận này được chia thành 11 trấn, 4 hương.
- Trấn: Kính Xuyên, Mâu Lâm, Lang Kiều, Đinh Gia Kiều, Yến Công, Sái Thôn, Chương Độ, Cầm Khê, Đào Hoa Đàm, Hoàng Thôn, Vân Lĩnh.
- Hương: Tây Dương, Tô Hồng, Đinh Khê, Xương Kiều.